# ТЕС Харіпур (BPDB)
23°41′4″ пн. ш. 90°31′49″ сх. д. / 23.68444° пн. ш. 90.53028° сх. д.
ТЕС Харіпур (BPDB) – теплова електростанція на південно-східній околиці Дакка, яка належить державній компанії Bangladesh Power Development Board (BPDB).
У 1987-му на майданчику станції ввели в експлуатацію три встановлені на роботу у відкритому циклі газові турбіни від японської компанії Mitsubishi потужністю по 32 МВт.
У відповідності до звіту BPDB за 2018/2019 рік, наразі потужність станції становить 64 МВт при паливній ефективності лише 19,9%. При цьому BPDB має плани в першій половині 2020-х звести на майданчику у Харіпурі енергоефективний блок комбінованого парогазового циклу.
ТЕС використовує воду із річки Шіталашк’я (Sitalakhya, рукав Брахмапутри, який приєднується до річки Дхалешварі неподалік від впадіння останньої у Мегхну), яка протікає поруч.
Станція споживає природний газ, котрий може надходити по трубопроводах Тітас – Дакка та Бахрабад – Дакка.
Можливо відзначити, що поряд з майданчиком BPDB працюють ТЕС Харіпур компанії EGCB, ТЕС Харіпур компанії Pendekar Energy та плавуча ТЕС Харіпур від NEPC.